# Campeonato Metropolitano 1967 (Argentina)
El llamado Torneo Metropolitano 1967 fue el trigésimo noveno de la era profesional y el primero de los tres jugados ese año de la Primera División de Argentina, habiendo comenzado el 3 de marzo y finalizado el 6 de agosto, en su etapa por el título. A su vez, la etapa reclasificatoria finalizó el 23 de diciembre.
Con él se inauguró la reforma establecida por la AFA, que determinó la disputa anual de dos torneos consecutivos, el regular, llamado Metropolitano, con equipos directamente afiliados, y el denominado Nacional, que daba importancia a equipos indirectamente afiliados del interior del país, clasificados al efecto mediante la realización del Torneo Regional.
Se disputó en dos grupos clasificatorios conformados cada uno por la mitad de los equipos participantes, enfrentándose todos contra todos, más un partido interzonal por fecha, en dos ruedas de partido y revancha, y un cuadrangular final por eliminación directa, en el que se disputaron las semifinales entre los  dos primeros de cada grupo y la final entre los respectivos ganadores, a un solo partido en cancha neutral.
El  Club Estudiantes de La Plata se coronó campeón por primera vez en su historia, bajo la dirección técnica de Osvaldo Zubeldía, iniciando con ello una etapa de grandes logros para la institución. Con esta conquista cortó la hegemonía de los cinco grandes del fútbol argentino, únicos equipos que lograron salir campeones durante los 36 años transcurridos desde el inicio del profesionalismo.
Se determinaron también los participantes del próximo Torneo Nacional, y el descenso, este último mediante un reclasificatorio jugado con la participación de seis equipos relegados y cuatro equipos provenientes de la Primera B, abandonando el uso de la tabla de promedios —aunque en los últimos cuatro torneos los descensos habían sido suprimidos—.

## Ascensos y descensos
| Pos    | Equipos ascendidos |
| ------ | ------------------ |
| 1.º    | Unión              |
| 1.º TR | Deportivo Español  |

| Equipos descendidos en la temporada 1966 |
| ---------------------------------------- |
| No hubo                                  |

De esta manera, el número de participantes se aumentó a 22.

## Equipos participantes
| Equipo             | Ciudad       |
| ------------------ | ------------ |
| Argentinos Juniors | Buenos Aires |
| Atlanta            | Buenos Aires |
| Banfield           | Banfield     |
| Boca Juniors       | Buenos Aires |
| Chacarita Juniors  | Villa Maipú  |
| Colón              | Santa Fe     |
| Deportivo Español  | Buenos Aires |
| Estudiantes        | La Plata     |
| Ferro Carril Oeste | Buenos Aires |
| Gimnasia y Esgrima | La Plata     |
| Huracán            | Buenos Aires |
| Independiente      | Avellaneda   |
| Lanús              | Lanús        |
| Newell's Old Boys  | Rosario      |
| Platense           | Buenos Aires |
| Quilmes            | Quilmes      |
| Racing Club        | Avellaneda   |
| River Plate        | Buenos Aires |
| Rosario Central    | Rosario      |
| San Lorenzo        | Buenos Aires |
| Unión              | Santa Fe     |
| Vélez Sarsfield    | Buenos Aires |

### Distribución geográfica de los equipos
| Región                 | Cant. | Equipos |
| ---------------------- | ----- | --- |
| Ciudad de Buenos Aires | 10    | Argentinos Juniors, Atlanta, Boca Juniors, Deportivo Español, Ferro Carril Oeste, Huracán, Platense, River Plate, San Lorenzo y Vélez Sarsfield |
| Conurbano bonaerense   | 6     | Banfield, Chacarita Juniors, Independiente, Lanús, Quilmes y Racing Club                                                                        |
| Provincia de Santa Fe  | 4     | Colón, Newell's Old Boys, Rosario Central y Unión                                                                                               |
| Ciudad de La Plata     | 2     | Estudiantes y Gimnasia y Esgrima |

## Fase de zonas
Los equipos participantes se dividieron en dos grupos, que jugaron y sumaron puntos independientemente entre sí, salvo un partido por fecha llamado interzonal, el que, en principio, correspondía a los respectivos clásicos.

### Zona A
| Pos. | Equipo             | Pts. | PJ | PG | PE | PP | GF | GC | Dif. |
| ---- | ------------------ | ---- | -- | -- | -- | -- | -- | -- | ---- |
| 1.º  | Racing Club        | 29   | 22 | 10 | 9  | 3  | 30 | 16 | 14   |
| 2.º  | Estudiantes (LP)   | 29   | 22 | 11 | 7  | 4  | 24 | 15 | 9    |
| 3.º  | Vélez Sarsfield    | 27   | 22 | 10 | 7  | 5  | 35 | 22 | 13   |
| 4.º  | Boca Juniors       | 26   | 22 | 8  | 10 | 4  | 29 | 20 | 9    |
| 5.º  | Lanús              | 22   | 22 | 7  | 8  | 7  | 40 | 29 | 11   |
| 6.º  | Quilmes            | 21   | 22 | 6  | 9  | 7  | 27 | 32 | −5   |
| 7.º  | Huracán            | 20   | 22 | 5  | 10 | 7  | 30 | 34 | −4   |
| 8.º  | Colón              | 19   | 22 | 3  | 13 | 6  | 17 | 23 | −6   |
| 9.º  | Newell's Old Boys  | 17   | 22 | 5  | 7  | 10 | 22 | 27 | −5   |
| 10.º | Argentinos Juniors | 15   | 22 | 4  | 7  | 11 | 21 | 43 | −22  |
| 11.º | Atlanta            | 14   | 22 | 3  | 8  | 11 | 23 | 35 | −12  |

|  | Semifinalista del campeonato y clasificado al Nacional. |
|  | Clasificado al Nacional.                                |
|  | Clasificado al Promocional.                             |
|  | Debió disputar el Reclasificatorio.                     |

### Zona B
| Pos. | Equipo                  | Pts. | PJ | PG | PE | PP | GF | GC | Dif. |
| ---- | ----------------------- | ---- | -- | -- | -- | -- | -- | -- | ---- |
| 1.º  | Platense                | 28   | 22 | 13 | 2  | 7  | 40 | 28 | 12   |
| 2.º  | Independiente           | 27   | 22 | 10 | 7  | 5  | 33 | 15 | 18   |
| 3.º  | Rosario Central         | 26   | 22 | 9  | 8  | 5  | 24 | 22 | 2    |
| 4.º  | San Lorenzo             | 25   | 22 | 10 | 5  | 7  | 32 | 27 | 5    |
| 5.º  | Ferro Carril Oeste      | 24   | 22 | 9  | 6  | 7  | 23 | 21 | 2    |
| 6.º  | River Plate             | 23   | 22 | 9  | 5  | 8  | 31 | 23 | 8    |
| 7.º  | Gimnasia y Esgrima (LP) | 21   | 22 | 8  | 5  | 9  | 25 | 32 | −7   |
| 8.º  | Banfield                | 20   | 22 | 6  | 8  | 8  | 21 | 22 | −1   |
| 9.º  | Unión                   | 20   | 22 | 5  | 10 | 7  | 21 | 25 | −4   |
| 10.º | Deportivo Español       | 16   | 22 | 5  | 6  | 11 | 20 | 36 | −16  |
| 11.º | Chacarita Juniors       | 15   | 22 | 4  | 7  | 11 | 26 | 47 | −21  |

|  | Semifinalista del campeonato y clasificado al Nacional. |
|  | Clasificado al Nacional.                                |
|  | Clasificado al Promocional.                             |
|  | Relegado al Reclasificatorio.                           |

## Resultados
| Todos los partidos disputados |
| --- |
| Fecha 1 3 de marzo - Racing Club 0 - Newell's Old Boys 0 5 de marzo - Ferro 1 - Vélez Sarsfield 3 - Boca Juniors 0 - Quilmes 0 - Lanús 1 - Colón 1 - Atlanta 0 - Argentinos Juniors 1 - Huracán 1 - Estudiantes (LP) 2 - Unión 1 - Banfield 0 - Gimnasia (LP) 1 - San Lorenzo 3 - Rosario Central 0 - Independiente 2 - Platense 3 - Chacarita Juniors 2 - Deportivo Español 1 - River Plate 6 Fecha 2 10 de marzo - Independiente 0 - Deportivo Español 0 12 de marzo - Huracán 0 - San Lorenzo 2 - Argentinos Juniors 2 - Boca Juniors 3 - Colón 2 - Atlanta 0 - Newell's Old Boys 3 - Vélez Sarsfield 1 - Estudiantes (LP) 2 - Lanús 0 - Quilmes 2 - Racing Club 3 - Banfield 4 - Gimnasia (LP) 0 - Ferro 0 - Rosario Central 0 - Chacarita Juniors 1 - Unión 5 - River Plate 2 - Platense 3 Fecha 3 17 de marzo - Boca Juniors 2 - Colón 1 19 de marzo - Rosario Central 1 - Newell's Old Boys 0 - Racing Club 3 - Argentinos Juniors 0 - Lanús 2 - Huracán 3 - Atlanta 0 - Estudiantes (LP) 0 - Vélez Sarsfield 2 - Quilmes 0 - Unión 0 - River Plate 1 - Platense 0 - Independiente 2 - Deportivo Español 0 - Ferro 1 - Gimnasia (LP) 1 - Chacarita Juniors 3 - San Lorenzo 2 - Banfield 2 Fecha 4 22 de marzo - Colón 1 - Racing Club 1 24 de marzo - Ferro 1 - Platense 0 26 de marzo - Lanús 0 - Banfield 0 - Estudiantes (LP) 1 - Boca Juniors 0 - Argentinos Juniors 2 - Vélez Sarsfield 4 - Huracán 3 - Atlanta 1 - Quilmes 3 - Newell's Old Boys 1 - Ferro 1 - Platense 0 - Independiente 3 - Unión 0 - Chacarita Juniors 1 - San Lorenzo 2 - Rosario Central 2 - Deportivo Español 1 - River Plate 1 - Gimnasia (LP) 1 Fecha 5 30 de marzo - San Lorenzo 3 - River Plate 2 31 de marzo - Atlanta 3 - Lanús 3 2 de abril - Unión 1 - Ferro 3 - Newell's Old Boys 3 - Argentinos Juniors 1 3 de abril - Racing Club 1 - Estudiantes (LP) 2 4 de abril - Vélez Sarsfield 5 - Colón 3 - Boca Juniors 3 - Huracán 2 - Platense 2 - Rosario Central 0 5 de abril - Deportivo Español 0 - Quilmes 3 - Gimnasia (LP) 1 - Independiente 0 6 de abril - Banfield 2 - Chacarita Juniors 0 Fecha 6 9 de abril - Atlanta 3 - Chacarita Juniors 0 - Estudiantes (LP) 1 - Vélez Sarsfield 0 - Huracán 1 - Racing Club 4 - Colón 0 - Newell's Old Boys 0 - Argentinos Juniors 1 - Quilmes 1 - Lanús 1 - Boca Juniors 3 - Ferro 0 - Gimnasia (LP) 2 - Rosario Central 2 - Unión 2 - Deportivo Español 0 - Platense 4 - Independiente 3 - San Lorenzo 1 10 de abril - River Plate 2 - Banfield 0 Fecha 7 13 de abril - Racing Club 2 - Lanús 1 14 de abril - Gimnasia (LP) 4 - Rosario Central 0 16 de abril - Platense 4 - Argentinos Juniors 1 - Boca Juniors 2 - Atlanta 2 - Newell's Old Boys 2 - Estudiantes (LP) 0 - Vélez Sarsfield 1 - Huracán 2 - Quilmes 0 - Colón 0 - San Lorenzo 0 - Ferro 1 - Chacarita Juniors 1 - River Plate 1 - Unión 1 - Deportivo Español 0 - Banfield 0 - Independiente 0 Fecha 8 21 de abril - Estudiantes (LP) 2 - Quilmes 0 23 de abril - Boca Juniors 0 - River Plate 0 - Huracán 3 - Newell's Old Boys 1 - Atlanta 0 - Racing Club 1 - Colón 2 - Argentinos Juniors 0 - Lanús 0 - Vélez Sarsfield 1 - Platense 2 - Unión 1 - Deportivo Español 1 - Gimnasia (LP) 2 - Ferro 2 - Banfield 1 - Independiente 5 - Chacarita Juniors 0 - Rosario Central 0 - San Lorenzo 0 Fecha 9 28 de abril - Chacarita Juniors 1 - Ferro 1 30 de abril - Unión 0 - Colón 0 - Argentinos Juniors 0 - Estudiantes (LP) 1 - Quilmes 2 - Huracán 2 - Newell's Old Boys 1 - Lanús 3 - Vélez Sarsfield 3 - Atlanta 1 - Racing Club 2 - Boca Juniors 1 - Gimnasia (LP) 2 - Platense 1 - San Lorenzo 1 - Deportivo Español 2 - Banfield 2 - Rosario Central 0 - River Plate 2 - Independiente 1 Fecha 10 5 de mayo - Huracán 2 - Argentinos Juniors 2 7 de mayo - Racing Club 0 - Independiente 1 - Boca Juniors 1 - Vélez Sarsfield 1 - Atlanta 1 - Newell's Old Boys 0 - Lanús 0 - Quilmes 0 - Estudiantes (LP) 2 - Colón 0 - Platense 2 - San Lorenzo 1 - Deportivo Español 0 - Banfield 0 - Rosario Central 2 - Chacarita Juniors 1 - Unión 0 - Gimnasia (LP) 2 - Ferro 1 - River Plate 0 Fecha 11 12 de mayo - San Lorenzo 2 - Unión 1 14 de mayo - Gimnasia (LP) 0 - Estudiantes (LP) 0 - Vélez Sarsfield 0 - Racing Club 0 - Newell's Old Boys 0 - Boca Juniors 2 - Colón 1 - Huracán 1 - Quilmes 1 - Atlanta 0 - Argentinos Juniors 0 - Lanús 2 - River Plate 1 - Rosario Central 1 - Banfield 1 - Platense 0 - Chacarita Juniors 1 - Deportivo Español 1 - Independiente 0 - Ferro 1 Fecha 12 19 de mayo - Independiente 1 - Rosario Central 1 21 de mayo - Vélez Sarsfield 1 - Ferro 3 - Estudiantes (LP) 1 - Huracán 1 - Newell's Old Boys 0 - Racing Club 0 - Quilmes 2 - Boca Juniors 1 - Colón 1 - Lanús 1 - Argentinos Juniors 2 - Atlanta 1 - San Lorenzo 1 - Gimnasia (LP) 0 - Chacarita Juniors 2 - Platense 4 - Banfield 0 - Unión 1 - River Plate 1 - Deportivo Español 3 Fecha 13 26 de mayo - Racing Club 1 - Quilmes 1 28 de mayo - San Lorenzo 2 - Huracán 1 - Lanús 4 - Estudiantes (LP) 2 - Atlanta 2 - Colón 2 - Boca Juniors 1 - Argentinos Juniors 1 - Vélez Sarsfield 1 - Newell's Old Boys 1 - Deportivo Español 0 - Independiente 3 - Rosario Central 1 - Ferro 0 - Gimnasia (LP) 3 - Banfield 1 - Unión 0 - Chacarita Juniors 0 - Platense 1 - River Plate 1 Fecha 14 4 de junio - Newell's Old Boys 1 - Rosario Central 2 - Argentinos Juniors 0 - Racing Club 2 - Huracán 1 - Lanús 1 - Quilmes 1 - Vélez Sarsfield 3 - Estudiantes (LP) 1 - Atlanta 0 - Colón 0 - Boca Juniors 3 - Ferro 0 - Deportivo Español 1 - Banfield 1 - San Lorenzo 0 - Chacarita Juniors 1 - Gimnasia (LP) 1 - Independiente 1 - Platense 2 5 de junio - River Plate 0 - Unión 1 Fecha 15 9 de junio - Vélez Sarsfield 0 - Argentinos Juniors 0 11 de junio - Banfield 0 - Lanús 0 - Boca Juniors 1 - Estudiantes (LP) 0 - Newell's Old Boys 3 - Quilmes 1 - Atlanta 2 - Huracán 1 - Racing Club 2 - Colón 1 - Platense 2 - Ferro 0 - San Lorenzo 2 - Chacarita Juniors 1 - Unión 1 - Independiente 1 - Deportivo Español 0 - Rosario Central 0 - Gimnasia (LP) 2 - River Plate 1 Fecha 16 16 de junio - Chacarita Juniors 1 - Banfield 1 18 de junio - Quilmes 1 - Deportivo Español 1 - Estudiantes (LP) 1 - Racing Club 0 - Colón 1 - Vélez Sarsfield 0 - Argentinos Juniors 3 - Newell's Old Boys 2 - Lanús 5 - Atlanta 2 - Huracán 1 - Boca Juniors 1 - Chacarita Juniors 1 - Banfield 1 - Rosario Central 2 - Platense 0 - Independiente 4 - Gimnasia (LP) 0 - Ferro 1 - Unión 1 - River Plate 1 - San Lorenzo 2 Fecha 17 23 de junio - Boca Juniors 1 - Lanús 1 25 de junio - Chacarita Juniors 3 - Atlanta 2 - Racing Club 0 - Huracán 0 - Quilmes 3 - Argentinos Juniors 0 - Newell's Old Boys 2 - Colón 0 - Vélez Sarsfield 2 - Estudiantes (LP) 0 - San Lorenzo 0 - Independiente 0 - Gimnasia (LP) 1 - Ferro 1 - Unión 0 - Rosario Central 0 - Platense 2 - Deportivo Español 1 - Banfield 0 - River Plate 2 Fecha 18 30 de junio - Estudiantes (LP) 2 - Newell's Old Boys 2 2 de julio - Argentinos Juniors 2 - Platense 1 - Atlanta 1 - Boca Juniors 1 - Colón 0 - Quilmes 0 - Huracán 0 - Vélez Sarsfield 3 - Lanús 1 - Racing Club 2 - Independiente 3 - Banfield 1 - River Plate 4 - Chacarita Juniors 1 - Rosario Central 2 - Gimnasia (LP) 0 - Deportivo Español 3 - Unión 1 - Ferro 2 - San Lorenzo 0 Fecha 19 7 de julio - Gimnasia (LP) 1 - Deportivo Español 2 8 de julio - River Plate 1 - Boca Juniors 0 - Banfield 1 - Ferro 1 - Quilmes 0 - Estudiantes (LP) 0 - Newell's Old Boys 0 - Huracán 0 - Racing Club 2 - Atlanta 2 - Vélez Sarsfield 2 - Lanús 0 - Argentinos Juniors 0 - Colón 0 - Chacarita Juniors 0 - Independiente 0 - Unión 1 - Platense 1 - San Lorenzo 1 - Rosario Central 2 Fecha 20 14 de julio - Atlanta 0 - Vélez Sarsfield 0 16 de julio - Colón 1 - Unión 1 - Boca Juniors 0 - Racing Club 0 - Lanús 1 - Newell's Old Boys 0 - Huracán 4 - Quilmes 2 - Estudiantes (LP) 1 - Argentinos Juniors 1 - Rosario Central 1 - Banfield 1 - Platense 3 - Gimnasia (LP) 1 - Ferro 1 - Chacarita Juniors 2 - Deportivo Español 2 - San Lorenzo 2 - Independiente 1 - River Plate 0 Fecha 21 21 de julio - San Lorenzo 3 - Platense 0 23 de julio - Independiente 0 - Racing Club 3 - Vélez Sarsfield 1 - Boca Juniors 1 - Newell's Old Boys 0 - Atlanta 0 - Argentinos Juniors 1 - Huracán 1 - Colón 0 - Estudiantes (LP) 0 - Quilmes 2 - Lanús 7 - San Lorenzo 3 - Platense 0 - Gimnasia (LP) 0 - Unión 0 - Chacarita Juniors 2 - Rosario Central 5 - Banfield 2 - Deportivo Español 0 - River Plate 1 - Ferro 0 Fecha 22 30 de julio - Unión 2 - San Lorenzo 2 - Rosario Central 0 - River Plate 1 31 de julio - Huracán 0 - Colón 0 1 de agosto - Estudiantes (LP) 3 - Gimnasia (LP) 0 - Racing Club 1 - Vélez Sarsfield 1 - Boca Juniors 2 - Newell's Old Boys 0 - Lanús 6 - Argentinos Juniors 1 - Atlanta 1 - Quilmes 2 - Unión 2 - San Lorenzo 2 - Platense 3 - Banfield 1 - Deportivo Español 1 - Chacarita Juniors 2 - Ferro 2 - Independiente 2 |

## Fase final

### Semifinales
Se cruzaron, en partidos eliminatorios, el primero con el segundo de cada zona.
| Semifinal 1 | Semifinal 1 | Semifinal 1      | Semifinal 1  | Semifinal 1 |
| 1º Zona B   | Resultado   | 2º Zona A        | Estadio      | Fecha       |
| ----------- | ----------- | ---------------- | ------------ | ----------- |
| Platense    | 3 - 4       | Estudiantes (LP) | Boca Juniors | 3 de agosto |

| Semifinal 2 | Semifinal 2 | Semifinal 2   | Semifinal 2      | Semifinal 2 |
| 1º Zona A   | Resultado   | 2º Zona B     | Estadio          | Fecha       |
| ----------- | ----------- | ------------- | ---------------- | ----------- |
| Racing Club | 2 - 0       | Independiente | Presidente Perón | 4 de agosto |

### Final
Se disputó a un solo partido entre los ganadores de las respectivas semifinales.
| Final       | Final     | Final            | Final       | Final       |
| Equipo 1    | Resultado | Equipo 2         | Estadio     | Fecha       |
| ----------- | --------- | ---------------- | ----------- | ----------- |
| Racing Club | 0 - 3     | Estudiantes (LP) | San Lorenzo | 6 de agosto |

## Torneo Reclasificatorio
A los seis relegados de los grupos clasificatorios se agregaron el campeón, el subcampeón, el tercero y el cuarto de la Primera B, en un torneo de descenso, promoción o permanencia, donde los seis primeros de la tabla ascendían o conservaban la categoría, y los cuatro últimos descendían o permanecían, según de donde provinieran.

### Tabla de posiciones final
| Pos. | Equipo                 | Pts. | PJ | PG | PE | PP | GF | GC | Dif. |
| ---- | ---------------------- | ---- | -- | -- | -- | -- | -- | -- | ---- |
| 1.º  | Newell's Old Boys      | 23   | 18 | 8  | 7  | 3  | 20 | 12 | 8    |
| 2.º  | Atlanta                | 22   | 18 | 9  | 4  | 5  | 27 | 14 | 13   |
| 3.º  | Tigre                  | 20   | 18 | 6  | 8  | 4  | 15 | 12 | 3    |
| 4.º  | Los Andes              | 19   | 18 | 6  | 7  | 5  | 20 | 16 | 4    |
| 5.º  | Chacarita Juniors      | 19   | 18 | 6  | 7  | 5  | 18 | 16 | 2    |
| 6.º  | Argentinos Juniors     | 18   | 18 | 7  | 4  | 7  | 21 | 24 | −3   |
| 7.º  | Almagro                | 17   | 18 | 5  | 7  | 6  | 20 | 24 | −4   |
| 8.º  | Unión                  | 17   | 18 | 6  | 5  | 7  | 17 | 20 | −3   |
| 9.º  | Deportivo Español      | 15   | 18 | 5  | 5  | 8  | 15 | 21 | −6   |
| 10.º | Defensores de Belgrano | 10   | 18 | 3  | 4  | 11 | 9  | 23 | −14  |

|  | Permaneció en la Primera División. |
|  | Ascendió a la Primera División.    |
|  | Permaneció en la Segunda División. |
|  | Descendió a la Segunda División.   |

## Descensos y ascensos
De acuerdo con los resultados del reclasificatorio, Deportivo Español y Unión descendieron a Primera B y fueron reemplazados por Tigre y Los Andes, para el Campeonato Metropolitano 1968.

## Goleadores
| Jugador              | Jugador            | Goles | Equipo          |
| -------------------- | ------------------ | ----- | --------------- |
| Bandera de Paraguay  | Bernardo Acosta    | 18    | Lanús           |
| Bandera de Argentina | Juan Carlos Carone | 17    | Vélez Sarsfield |
| Bandera de Argentina | Aníbal Tarabini    | 16    | Independiente   |
| Bandera de Argentina | Adolfo Bielli      | 11    | Rosario Central |
| Bandera de Argentina | Óscar López        | 11    | Huracán         |
| Bandera de Argentina | Alfredo Obberti    | 11    | Huracán         |